# Sư đoàn 308, Quân đội nhân dân Việt Nam
Sư đoàn 308 hay Đại đoàn Quân Tiên phong trực thuộc Quân đoàn 12 là Sư đoàn bộ binh chủ lực được thành lập đầu tiên của Quân đội nhân dân Việt Nam.

## Lịch sử
Đại đoàn 308 (Đại đoàn Quân Tiên phong), (tiền thân của Sư đoàn 308) được thành lập ngày 28 tháng 8 năm 1949 tại thị trấn Đồn Đu, huyện Phú Lương, tỉnh Thái Nguyên theo chỉ thị của chủ tịch Hồ Chí Minh và Trung ương Đảng.
Bộ chỉ huy đầu tiên của Đại đoàn bao gồm Trung tướng Vương Thừa Vũ là Đại đoàn trưởng kiêm Chính ủy và Cao Văn Khánh là Đại đoàn phó. Tổ chức sư đoàn gồm: Trung đoàn 102 với tên truyền thống là Trung đoàn Thủ Đô; Trung đoàn 36 với tên truyền thống là Trung đoàn Bắc-Bắc; Trung đoàn 88 với tên truyền thống là Trung đoàn Tu Vũ.
Ngày 28 tháng 11 năm 1955, Bộ Quốc phòng Việt Nam thành lập Trung đoàn pháo binh 38 thuộc Sư đoàn 308, tháng 2 năm 1967 trung đoàn được điều về Bộ nhận nhiệm vụ mới chỉ để lại 1 tiểu đoàn pháo mang vác phiên hiệu Tiểu đoàn 13. Do yêu cầu đánh lớn hiệp đồng binh chủng, ngày 12 tháng 12 năm 1971 Trung đoàn pháo binh 58 được thành lập và phát triển đến ngày nay.

### TrongChiến tranh Đông Dương
Trong Chiến tranh Đông Dương, Đại đoàn 308 đã tham gia 13 chiến dịch bao gồm từ Chiến dịch Biên giới Thu Đông 1950 đến các Chiến dịch Trung du, Chiến dịch đường số 18 Xuân Hè 1951, Chiến dịch Hòa Bình Đông Xuân 1951-1952, Chiến dịch Tây Bắc Thu Đông 1953, Chiến dịch Thượng Lào mùa Hè 1953,  tiêu biểu trong Chiến dịch Điện Biên Phủ. Mở đầu là trận tiêu diệt địch ở đồi Độc Lập, rồi bức hàng quân Pháp ở đồi Bản Kéo góp phần đập tan tấm lá chắn phía Bắc. Tiếp đó, với trận chiến đấu quyết liệt trên đồi A1, đại đoàn tham gia cùng các đơn vị bạn phá vỡ khu phòng ngự phía Đông của tập đoàn cứ điểm địch, vừa đánh vừa phản kích, phụ trách cánh quân phía Tây.
Với hiệp định Geneve được kí kết, quân Pháp rút khỏi miền Bắc, Đại đoàn 308 được giao nhiệm vụ tiếp quản thủ đô Hà Nội.  Ngày 19/9/1954, Hồ Chủ tịch gặp các chiến sĩ xuất sắc thuộc Đại đoàn quân Tiên Phong tại sân Đền Giếng (quần thể Đền Hùng) để động viên. Đây là lực lượng trọng yếu được giao trách nhiệm về tiếp quản thủ đô, gồm Trung đoàn Thủ Đô và các đơn vị khác. Cũng tại Đền Giếng, Bác Hồ có một tuyên ngôn nổi tiếng: "Các Vua Hùng đã có công dựng nước, Bác cháu ta phải cùng nhau giữ lấy nước."

### TrongCuộc kháng chiến chống Mỹ
Sư đoàn này huấn luyện quân chính quy cho các trung đoàn hoàn chỉnh và lần lượt gửi quân đến từng mặt trận. Các đơn vị đầu tiên của Sư đoàn hành quân rời miền Bắc Việt Nam vào chiến trường miền Nam Việt Nam chiến đấu từ cuối tháng 12 năm 1965.
Sư đoàn trực tiếp tham gia 3 chiến dịch: Chiến dịch Khe Sanh, Chiến dịch Đường 9 Nam Lào và Chiến dịch Đông Hà Quảng Trị.
Đầu năm 1968, F308 hành quân vào chiến trường Quảng Trị, tham gia đợt 4 trong chiến dịch Đường 9–Khe Sanh. Hơn một tháng, đã đánh hàng chục trận, quy mô từ đại đội đến tiểu đoàn, nhiều trận chủ động đánh địch ban ngày, loại khỏi vòng chiến đấu gần 2.000 thủy quân lục chiến Mỹ, bắn rơi 39 máy bay, phá hủy 11 khẩu pháo, súng cối các loại cùng nhiều vũ khí, khí tài của quân Mỹ.
Suốt 52 ngày đêm tham gia chiến dịch Đường 9–Nam Lào, F308 tiêu diệt 4.023 binh sĩ, bắt sống 127, diệt gọn Thiết đoàn 17 Quân lực Việt Nam Cộng hoà và 4 tiểu đoàn, đánh thiệt hại nặng Liên đoàn 1 Biệt động quân và Tiểu đoàn 1 Dù, phá hủy 337 xe quân sự các loại (có 205 xe tăng và xe bọc thép, 48 khẩu pháo, súng cối cỡ lớn, thu gần 500 súng các loại, cùng hàng chục tấn vũ khí đạn dược, trang bị kỹ thuật.
Năm 1972, Quân đội nhân dân Việt Nam mở Chiến dịch Xuân – Hè, sư đoàn tham gia hướng Trị–Thiên, đã tiêu diệt cụm cứ điểm Đông Hà–Lai Phước, được coi là điểm mốc của cuộc tiến công, một trận đánh hiệp đồng binh chủng quy mô lớn nhất của Quân đội nhân dân Việt Nam tính đến lúc đó. Trong đợt 2 chiến dịch, F308 cùng các đơn vị tăng cường, trong thế tiến công chung của chiến dịch, đã giữ chân Quân lực Việt Nam Cộng hoà (khi đó QLVNCH được không quân và tàu chiến Mỹ chi viện): Hạ 3.500 binh sĩ, bắt 322, phá hủy 110 xe tăng, xe bọc thép, bắn rơi 45 máy bay, thu 5 pháo lớn và nhiều xe quân sự, làm tan rã 3 trung đoàn bộ binh, 2 thiết đoàn xe tăng thiết giáp. Tổng cộng, sau gần một năm chiến đấu trên chiến trường Quảng Trị với nhiều đợt kế tiếp, Sư đoàn đã đánh gần 800 trận lớn nhỏ từ một tổ, một tiểu đội đến tiểu đoàn, trung đoàn và sư đoàn tăng cường, loại bỏ hơn 10.000 binh sĩ đối phương, phá hủy và thu 151 xe tăng thiết giáp, 17 khẩu pháo từ 105 mm đến 155 mm, bắn rơi 23 máy bay các loại.
Tuy nhiên, tại Quảng Trị, đơn vị cũng chịu tổn thất lớn về sinh mạng với thương vong trên 70% lực lượng. Nhiều cấp đại đội, tiểu đoàn phải thay thế cán bộ chỉ huy 6–7 lần, Những đại đội tiền tiêu đều bị xóa sổ và thay mới quân số (trong hồi ký, có trận "không còn ai là cán bộ, chiến sĩ có mặt từ đầu"). Đầu năm 1973, quân ủy trung ương rút sư đoàn 308 về miền Bắc Việt Nam tổ chức đội hình.
Ngày 24 tháng 10 năm 1973, Bộ Chính trị chủ trương thành lập quân đoàn 1 Quân đội nhân dân Việt Nam (Binh đoàn Quyết Thắng). Trong Chiến dịch Hồ Chí Minh, Sư đoàn 308 được phân công ở lại miền Bắc Việt Nam, trong khi toàn bộ Quân đoàn 1 được chở thẳng đến tỉnh Sông Bé. Theo chiến thuật của Quân đội nhân dân Việt Nam, Sư đoàn 308 làm nhiệm vụ "cận vệ" và nghi binh, cũng là lực lượng dự bị chiến lược. Trên thực tế, Sư đoàn 308 đang công tác đê điều khắc phục bão lụt nên chưa di chuyển kịp tình hình, được thống nhất "phân công ở lại".
Ngày 28 tháng 8 năm 1979, sư đoàn được chuyển thành sư đoàn bộ binh cơ giới đầu tiên của Quân đội nhân dân Việt Nam (Quyết định số 705/QĐ-TM do Thượng tướng Lê Trọng Tấn, Thứ trưởng Bộ Quốc phòng Việt Nam, Tổng Tham mưu trưởng Quân đội nhân dân Việt Nam ký). Tổ chức biên chế của sư đoàn lúc này gồm 3 trung đoàn bộ binh cơ giới: 36, 88, 102; trung đoàn pháo binh 58, trung đoàn phòng không 216; tiểu đoàn 13 pháo phản lực, tiểu đoàn 1036 xe tăng, tiểu đoàn 17 công binh, tiểu đoàn 18 thông tin, tiểu đoàn 20 trinh sát, tiểu đoàn 24 quân y, tiểu đoàn 25 vận tải và một số đại đội trực thuộc.
Nhiệm vụ chính trị trung tâm hiện nay của Sư đoàn là: Huấn luyện SSCĐ, huấn luyện chiến sĩ mới, huấn luyện dự bị động viên, làm nhiệm vụ đối ngoại quân sự, tổ chức quản lý, khai thác, bảo quản, giữ gìn một khối lượng lớn VKTBKT với nhiều chủng loại bảo đảm sức chiến đấu thường xuyên và lâu dài của Sư đoàn. Truyền thống Quân Tiên phong được đúc kết trong 14 chữ vàng: "Tiên phong, Anh dũng, Đoàn kết, Kỷ luật, Thần tốc, Quyết chiến, Quyết thắng.".

## Lãnh đạo hiện nay
- Sư đoàn trưởng: Đại tá Nguyễn Ngọc Khánh
- Chính uỷ: Trung tá Đặng Văn Thương
- Phó Sư đoàn trưởng Quân sự: Đại tá Lê Đức Học
- Phó Chính ủy: Thượng tá Nguyễn Đức Toàn
- Phó Sư đoàn trưởng TMT: Đại Tá Nguyễn Thành Trung

## Tổ chức

### Khi thành lập
- Trung đoàn 102 Thủ đô thành lập ngày 7 tháng 1 năm 1947, trung đoàn nổi tiếng nhất với chiến dịch bảo vệ thủ đô Hà Nội ngày toàn quốc kháng chiến.
- Trung đoàn 36 Bắc-Bắc (lấy tên địa phương nơi mình thành lập là Bắc Ninh–Bắc Giang): được thành lập ngày 10 tháng 1 năm 1946 với tên gọi là Trung đoàn Bắc Bắc hiện đóng ở gần Khu công nghiệp Lương Sơn, huyện Lương Sơn, tỉnh Hòa Bình.
- Trung đoàn 88 Tu Vũ (lấy tên từ trận đánh cứ điểm Tu Vũ - trận mở màn Chiến dịch Hòa Bình năm 1952) thành lập ngày 1 tháng 7 năm 1949, tại xóm Gò Pháo, xã Tân Cương, tỉnh Thái Nguyên. Trung đoàn 88 gồm các Tiểu đoàn 23, 29, 28, 322.
- Tiểu đoàn 11 Phủ Thông. Sau này, khi Sư đoàn 312 được thành lập, Tiểu đoàn này chuyển sang làm chủ công cho Trung đoàn 141 Ba Vì của sư đoàn 312(Tiểu đoàn 1).

### Năm1950
Khoảng năm 1950 lực lượng sư đoàn khoảng 15.400 người, gồm có:
- 3 trung đoàn bộ binh.
- 1 tiểu đoàn pháo 75 mm.
- 1 tiểu đoàn SKZ 120 mm.
- 1 tiểu đoàn phòng không.
- 1 đại đội thông tin liên lạc.
- 1 đại đội công binh.
- 1 đại đội vận tải.
- 2 đại đội tải thương.
- 1 trường quân chính.

Một trung đoàn bộ binh có 3.911 người, gồm:
- 3 tiểu đoàn bộ binh + 1 đại đội pháo 70 mm.
- 1 đại đội cối 81 mm (6 khẩu).
- 1 đại đội SKZ 60 mm (9 khẩu).
- 1 đại đội phòng không 12,7 mm (6 khẩu).
- 1 đại đội trinh sát.
- 1 trung đội công binh.

Một tiểu đoàn bộ binh gồm 855 người, gồm:
- 3 đại đội bộ binh.
- 1 đại đội trợ chiến.

Hỏa lực  có 6 súng cối 81 mm, 6 đại liên, 6 BZK.
Một đại đội bộ binh có quân số 160 người, vũ khí gồm 2 súng cối 60 mm, 9 trung liên, 33 tiểu liên, 60 súng trường.

### Hiện nay
- Trung đoàn 36 Bộ binh (Trung đoàn Bắc Bắc) gồm: Tiểu đoàn 1; Tiểu đoàn 2; Tiểu đoàn 3.
- Trung đoàn 88 Bộ binh (Trung đoàn Tu Vũ) gồm: Tiểu đoàn 4; Tiểu đoàn 5; Tiểu đoàn 6.
- Trung đoàn 102 Bộ binh cơ giới (Trung đoàn Thủ Đô) gồm: Tiểu đoàn 7, Tiểu đoàn 8, Tiểu đoàn 9
- Trung đoàn 58 Pháo binh gồm: Tiểu đoàn 10, Tiểu đoàn 11, Tiểu đoàn 12.
- Tiểu đoàn 14 Cối 100
- Tiểu đoàn 15 Spg-9
- Tiểu đoàn 16 Phòng không
- Tiểu đoàn 17 Công binh
- Tiểu đoàn 18 Thông tin
- Tiểu đoàn 24 Quân y
- Tiểu đoàn 25 Vận tải
- Đại đội 20 Trinh sát
- Đại đội 26 Sửa chữa
- Đại đội 29 Kho
- Trung đội 23 Vệ binh

## Sư trưởng qua các thời kỳ
Các Tư lệnh (Sư đoàn trưởng) Sư đoàn qua các thời kỳ.
Chức danh Tư lệnh Sư đoàn được dùng trên cơ sở quy định tại sắc lệnh 14-SL ngày 12 tháng 3 năm 1949 của Chủ tịch nước Việt Nam Dân chủ Cộng hòa đến trước 1980.
- 1949-1954: Vương Thừa Vũ – Tư lệnh kiêm Chính uỷ
- 1954-1955:  Vũ Yên - Tư lệnh Sư đoàn
- 1955-1958: Phạm Hồng Sơn – Tư lệnh
- 1959-1963: Vũ Yên - Tư lệnh Sư đoàn
- 1963-1966: Nguyễn Thái Dũng – Tư lệnh Sư đoàn
- 1966-1968:  Vũ Yên - Tư lệnh Sư đoàn
- 1968 - 1970: Nguyễn Thăng Bình - Tư lệnh Sư đoàn  (Hy sinh 1970)
- 1970-1971: Nguyễn Hữu An - Tư lệnh Sư đoàn
- 1971-1972: Trương Đình Mậu - Tư lệnh Sư đoàn
- 1972- 1974: Nguyễn Thế Bôn - Tư lệnh Sư đoàn
- 1974 -1978: Mạc Đình Vịnh - Tư lệnh Sư đoàn
- 1978-1979: Mai Thuận - Sư đoàn trưởng kiêm Chính ủy
- 1979-1983: Phạm Duy Tân - Sư đoàn trưởng
- 1983-1985: Nguyễn Hải Như - Sư đoàn trưởng
- 1985-1987: Đỗ Trung Dương - Sư đoàn trưởng
- 1987-1993: Trần Hạnh - Sư đoàn trưởng
- 1993-1995: Nguyễn Xuân Sắc - Sư đoàn trưởng
- 1995-1998: Phan Khuê Tảo - Sư đoàn trưởng , Thiếu tướng (2002) Phó tư lệnh Hải quân (2004-2010)
- 1998-2001: Nguyễn Đình Chiến - Sư đoàn trưởng  Trung tướng (2012) Viện trưởng Viện chiến lược Quốc phòng (2012-2014)
- 2001-2003: Nguyễn Hữu Mạnh - Sư đoàn trưởng , Thiếu tướng (2006) Chánh văn phòng BTTM (2006-2009)
- 2003-2009: Nguyễn Văn Đoàn - Sư đoàn trưởng ,Thiếu tướng (2012) Phó giám đốc Học viện Chính trị (2012-2017)
- 4.2009-2011: Phạm Văn Sinh - Sư đoàn trưởng , Thiếu tướng (2013) Phó hiệu trưởng trường sĩ quan chính trị (2013-2018)
- 2011-2013: Doãn Thái Đức - Sư đoàn trưởng , Thiếu tướng (2018) Trung tướng (2022) Tư lệnh Quân đoàn 1(2018-2019). Nay là Cục trưởng Cục cứu hộ cứu nạn.
- 2013 -2015: Đại tá Trương Quang Hoài - Sư đoàn trưởng. Nay là phó hiệu trưởng trường Sĩ quan lục quân 1.
- 2015 -2019: Đại tá Trương Mạnh Dũng - Sư đoàn trưởng. Nay là Thiếu Tướng (2022) Tư lệnh Quân khu 1.
- 3/2019 - 5/2022: Đại tá Vũ Việt Hùng - Sư đoàn trưởng. Nay là Thiếu tướng  Cục trưởng Cục Quân huấn - Nhà trường BTTM.
- 6/2022 - 09/2024: Đại tá Nguyễn Hải Anh - Sư đoàn trưởng. Nay là Phó Tham mưu trưởng Quân đoàn 12
- 10/2024 - Nay : Đại tá Nguyễn Ngọc Khánh

## Chính ủy Sư đoàn qua các thời kỳ
- 1949-1951: Vương Thừa Vũ – Chính uỷ Sư đoàn
- 1951-1954: Song Hào - Chính uỷ Sư đoàn
- 1954-1958: Lê Vinh Quốc - Chính ủy Sư đoàn
- 1958-1963: Đặng Quốc Bảo - Chính uỷ Sư đoàn
- 1963-1966: Lê Linh - Chính uỷ Sư đoàn
- 1966-1969: Nguyễn Kiện - Chính uỷ Sư đoàn
- 1969-1970: Hoàng Phương - Chính uỷ Sư đoàn
- 1970-1973: Nguyễn Hùng Phong - Chính uỷ Sư đoàn
- 1974-1977: Hoàng Kim - Chính uỷ Sư đoàn
- 1978-1979: Mai Thuận - Chính uỷ Sư đoàn
- 1979-1980: Lê Quang Phước - Chính uỷ Sư đoàn
- 1980-1984: Tạ Như Đôn - Chính uỷ Sư đoàn
- 1984-1985: Nguyễn Dụ -Bí thư Đảng ủy Sư đoàn
- 1985-1987: Đại tá Hoàng Ngọc Chiêu - Phó Sư đoàn trưởng Chính trị, Bí thư Đảng ủy Sư đoàn
- 1987-1988: Đại tá Vũ Xuân Sinh - Phó Sư đoàn trưởng Chính trị BTĐU Sư đoàn
- 1988-1990: Đại tá Lê Sỹ Thái - Phó Sư đoàn trưởng Chính trị BTĐU Sư đoàn
- 1990-1991: Đại tá Ngô Lương Hanh - Phó Sư đoàn trưởng Chính trị BTĐU Sư đoàn
- 1991-1992: Đại tá Lê Sỹ Thái - Phó Sư đoàn trưởng Chính trị BTĐU Sư đoàn
- 1992-1995: Đại tá Ngô Lương Hanh - Phó Sư đoàn trưởng Chính trị BTĐU Sư đoàn
- 1999-2002: Đại tá Mai Quang Phấn - Phó Sư đoàn trưởng Chính trị BTĐU Sư đoàn
- 2002-2004: Đại tá Mai Văn Lý - Phó Sư đoàn trưởng Chính trị BTĐU Sư đoàn
- 2005-2006 : Đại tá Nguyễn Anh Tuấn - Phó Sư đoàn trưởng Chính trị
- 2006- 2010: Đại tá Nguyễn Anh Tuấn, Chính ủy Sư đoàn
- 2010-2012: Đại tá Lê Đình Quyền - Chính ủy Sư đoàn
- 2012-6.2014: Đại tá Nguyễn Bá Thông - Chính ủy Sư đoàn
- 7/2014- 3/2015: Đại tá Vũ Công Hòa
- 4/2015 - 9/2017: Thượng tá Nguyễn Đức Hưng - Chính ủy Sư đoàn. Nay là Thiếu tướng (2021) Chính ủy Quân khu 3.
- 9 /2017- 8 /2019: Thượng tá Nguyễn Đức Tăng - Chính ủy Sư đoàn. Nay là Thiếu tướng (2025) phó chính ủy tổng cục CNQP.
- 8 /2019 - 3/2021: Đại tá Nguyễn Ngọc Đoàn - Chính uỷ Sư đoàn. Nay là Thiếu tướng Chủ nhiệm Chính trị BTTM.
- 04/2021 - 09/2022 : Thượng tá Nguyễn Thế Mạnh - Chính ủy Sư đoàn. Nay là Đại tá Phó Cục trưởng Cục Tuyên huấn, TCCT..
- 10/2022 - 10/2023: Đại tá Vũ Xuân Thọ - Chính ủy Sư đoàn. Nay là phó CNUBKT Quân đoàn 12.
- 11/2023 - nay: Trung tá Đặng Văn Thương - Chính ủy Sư đoàn.

## Các chiến dịch, trận đánh
Qua hai cuộc chiến tranh, Sư đoàn đã tham gia 16 chiến dịch lớn.
Trong Chiến tranh Đông Dương, Sư đoàn tham gia 13 chiến dịch:
- Chiến dịch Sông Thao (Hè 1949).
- Chiến dịch Sông Lô, (Hè 1949).
- Chiến dịch Đường số 4 (Thu–Đông 1949).
- Chiến dịch Lao–Hà (Chiến dịch Lê Hồng Phong thứ nhất) (Xuân 1950).
- Chiến dịch Biên giới (Chiến dịch Lê Hồng Phong thứ hai) (Thu–Đông 1950).
- Chiến dịch Trung Du (Chiến dịch Trần Hưng Đạo) (Đông–Xuân 1950–1951).
- Chiến dịch Đường số 18 (Chiến dịch Hoàng Hoa Thám) (Xuân–Hè 1951).
- Hà - Nam - Ninh (Quang Trung) Hè 1951.
- Hoà Bình Đông Xuân 1951-1952.
- Tây Bắc Thu Đông 1952.
- Chiến dịch Thượng Lào Xuân-Hè 1953.
- Chiến dịch Điện Biên Phủ Đông Xuân 1953-1954.
- Chiến dịch Bắc Giang hè 1954.

Trong kháng chiến chống Mỹ Sư đoàn tham gia 3 chiến dịch
- Chiến dịch Đường 9 - Khe Sanh hè 1968.
- Chiến dịch Đường 9 Nam Lào, Xuân Hè 1971.
- Chiến dịch Trị Thiên - 1972.
- Chiến dịch Hồ Chí Minh 1975 (lực lượng dự bị)

Trong Chiến tranh Đông Dương, sư đoàn tổng cộng đã đánh 102 trận đáng kể, gồm:
- 49 trận tiêu diệt cứ điểm.
- 46 trận vận động.
- 5 trận phục kích giao thông.
- 2 trận tập kích diệt tàu chiến và trận địa pháo binh.

## Thông tin khác
Ngày 12/12/2014, Bộ Văn hóa, Thể thao và Du lịch đã có Quyết định số 4100, xếp hạng Di tích Quốc gia di tích lịch sử nơi thành lập Đại đoàn quân Tiên phong, Sư đoàn 308 thuộc thị trấn Đồn Đu, huyện Phú Lương tỉnh Thái Nguyên). Ngày 13/5/2015, tại huyện Phú Lương, tỉnh Thái Nguyên đã diễn ra Lễ đón Bằng di tích cấp Quốc gia nơi thành lập Đại đoàn Quân Tiên phong (Sư đoàn 308).
Tính đến hiện nay, sư đoàn 308 là sư đoàn có lực chiến mạnh nhất quốc phòng Việt Nam.